# Nannonemertes indica
Nannonemertes indica är en djurart som tillhör fylumet slemmaskar, och som beskrevs av Wheeler 1937. Nannonemertes indica ingår i släktet Nannonemertes och familjen Pelagonemertidae. Inga underarter finns listade i Catalogue of Life.